# Ghiacciaio McCuistion
Il Ghiacciaio McCuistion (in lingua inglese: McCuistion Glacier) è un ghiacciaio tributario antartico, lungo circa 7 km, che fluisce in direzione ovest lungo il fianco settentrionale del Lubbock Ridge per andare a confluire nel Ghiacciaio Shackleton, nei Monti della Regina Maud, in Antartide. 
La denominazione è stata assegnata dall'Advisory Committee on Antarctic Names (US-ACAN) in onore dell'operatore di macchinari da costruzione Joshua P. McCuistion, della U.S. Navy, che era rimasto ferito in un incidente aereo occorso a un velivolo de Havilland Canada DHC-3 Otter precipitato il 22 dicembre 1955 poco dopo il decollo dalla zona di Cape Bird.